# Mimi (Vorname)
Mimi ist ein weiblicher Vorname oder (ausnahmsweise auch männlicher) Kosename, oft für den Namen Maria. Er kommt auch in der Schreibweise Mimmi vor, dann eher Kosename für Wilhelmine.

## Namensträgerinnen
- Mimi (Sängerin), eigentlich Sarah Müller-Westernhagen (* 1985), britische Popsängerin
- Mimi Aarden (1924–2013), niederländische Opernsängerin (Mezzosopran)
- Mimi Blais (* 1956), frankokanadische Pianistin, Komponistin und Comedy-Darstellerin
- Mimi Coertse (* 1932), südafrikanische Opernsängerin (Sopran) und seit 1966 österreichische Kammersängerin
- Mimi Dancourt (1685–1780), französische Schauspielerin
- Mimi Eckmair-Freudenthaler (1910–1985), österreichische Schriftstellerin
- Mimi Fariña (1945–2001), US-amerikanische Sängerin
- Mimi Fiedler (* 1975), deutsche Schauspielerin
- Mimi Gibson (* 1948), US-amerikanische Schauspielerin
- Mimi Herold (1925–2015), deutsche Volksmusiksängerin
- Mimi Jones (* 1972), US-amerikanische Jazzmusikerin
- Mimi Keene (* 1998), britische Schauspielerin
- Mimi Kennedy (* 1948), US-amerikanische Schauspielerin
- Mimi Kuzyk (* 1952), kanadische Schauspielerin
- Mimmi Larsson (* 1994), schwedische Fußballspielerin
- Mimi Leder (* 1952), US-amerikanische Filmregisseurin
- Mimi Michaels (* 1983), US-amerikanische Schauspielerin
- Mimi Osei-Agyemang (* 1981), ghanaisch-amerikanische Fußballspielerin
- Mimi Parent (1924–2005), kanadische Künstlerin
- Mimi Perrin (1926–2010), französische Jazzmusikerin
- Mimi Rogers (* 1956), US-amerikanische Schauspielerin
- Mimi Scheiblauer (1891–1968), Schweizer Heilpädagogin
- Mimi von Schleinitz (1842–1912), Berliner Salonnière, siehe Marie von Schleinitz
- Mimi Sheraton (1926–2023), US-amerikanische Restaurantkritikerin und Sachbuchautorin
- Mimi Slinger (* 2003), britische Schauspielerin
- Mimi Thoma (1909–1968), deutsche Kabarettistin und Sängerin
- Mimi Tran (* 1960), vietnamesisch-amerikanische Pokerspielerin
- Mimi Weddell (1915–2009), US-amerikanische Schauspielerin

## Namensträger
- Mimi Lorenzini (1949–2014), französischer Rock- und Jazzgitarrist
- Mimi Kraus (1983), deutscher Handballspieler

## Nachweise
1. ↑  behindthename.com: Mimi
2. ↑  behindthename.com: Mimmi